# Portanus digitus
Portanus digitus är en insektsart som beskrevs av Kramer 1964. Portanus digitus ingår i släktet Portanus och familjen dvärgstritar. Inga underarter finns listade i Catalogue of Life.